# المستشفى الوطني لإعادة التأهيل (دبلن)
المستشفى الوطني لإعادة التأهيل في دون لير، دبلن، هو مستشفى أيرلندي ممول من القطاع العام يقدم العلاج التأهيلي للمرضى الذين يعانون من إعاقة جسدية أو معرفية بسبب المرض أو الإصابة. وعلى الرغم من تمويله من قبل الدولة، فإن المستشفى مملوك لرهبنة كاثوليكية دينية، أخوات الرحمة.

## تاريخه
تأسس المستشفى عندما استحوذت أخوات الرحمة على عقار يُعرف باسم "ذا سيديرز" في دون لير في عام 1916. تم الانتهاء من بناء مستشفى مخصص لعلاج مرض السل في فبراير 1918. كانت المنشأة تُعرف في البداية باسم "مستشفى سيدة لورد"، وبعد تحويلها لاستخدامها كمستشفى إعادة تأهيل في عام 1961، أصبحت مستشفى إعادة التأهيل الوطني في عام 1994.
على الرغم من الموافقة على تمويل 120 سريرًا إضافيًا في عام 2015، تعرضت هيئة الخدمات الصحية لانتقادات بسبب نقص الموظفين في المستشفى مما تسبب في عدم توفر اثني عشر سريرًا في مارس 2017 على الرغم من وجود قائمة انتظار تضم أكثر من 200 مريض يطلبون القبول. يحتوي المستشفى على 110 أسرة إجمالاً ولكن يُقال إنه يعاني من نقص الموارد وفقًا لمنظمة المناصرة بالإضافة إلى كبار الموظفين في المستشفى.

## روابط خارجية
- www.nrh.ie